# Takako Oguchi
Takako Oguchi (jap. 小口 貴子, Oguchi Takako; geb. Takako Ōmukai,  jap. 大向 貴子, Ōmukai Takako; * 8. August 1984 in Wajima) ist eine japanische Skeletonpilotin.

## Werdegang
Takako Oguchi ging 2005 – noch unter ihrem Geburtsnamen Ōmukai – erstmals in einem internationalen Skeletonrennen an den Start und wurde beim America’s Cup in Calgary 18. In derselben Saison nahm sie auch an den Juniorenweltmeisterschaften teil und belegte den 17. Rang. Auch im folgenden Winter startete sie bei drei Rennen im America’s Cup und wurde in Lake Placid zweimal Neunte. In den beiden Jahren darauf nahm sie nicht an internationalen Rennen teil. 2009/10 kehrte sie in den America’s Cup zurück und erreichte einmal den dritten sowie dreimal den vierten Rang, womit sie in der Gesamtwertung Vierte wurde. In den beiden darauf folgenden Saisons nahm sie am Europacup teil und verbuchte als beste Platzierungen 2010/11 einen achten bzw. 2011/12 einen neunten Rang.
In der Saison 2012/13 rückte sie in den höherklassigen Intercontinentalcup auf und verzeichnete beim letzten Saisonrennen mit Rang 10 in Winterberg ihr bestes Ergebnis. Nach ihrem Debüt im Weltcup Ende 2013, bei dem sie in drei Rennen in Nordamerika zwei 19. und einen 23. Platz einfuhr, kehrte sie in den Intercontinentalcup zurück und fuhr dabei in Whistler einmal auf den neunten Platz. Ein Jahr später startete sie erstmals ausschließlich im Weltcup, wo sie mit Rang 13 in St. Moritz ihr bisher bestes Resultat erzielte und nach Teilnahmen an sechs von acht Saisonrennen den Gesamtweltcup auf dem 19. Platz beendete. Bei der Skeleton-Weltmeisterschaft 2015 in Winterberg wurde sie 24.
Im Juni 2015 heiratete sie und trägt seitdem den Nachnamen Oguchi.
Bei japanischen Meisterschaften gewann Oguchi zwischen 2008 und 2016 vier Silber- und fünf Bronzemedaillen.